# Cobar Sound Chapel

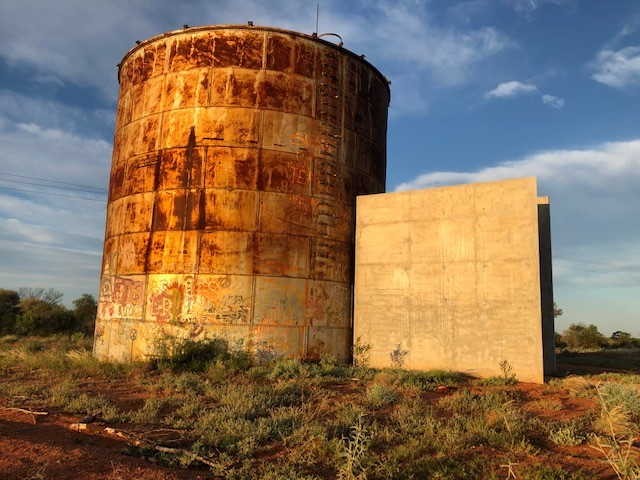
Cobar Sound Chapel, Außenansicht

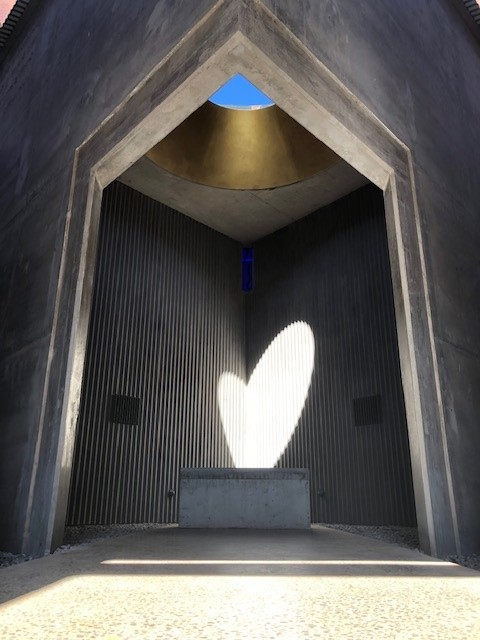
Cobar Sound Chapel, Innenansicht

Die Cobar Sound Chapel ist eine permanente ortsspezifische Klanginstallation im australischen Outback, westlich der Ortschaft Cobar im Bundesstaat New South Wales gelegen.
Die Cobar Sound Chapel ist ein multidisziplinäres Werk des australischen Komponisten und Klangkünstlers Georges Lentz in Zusammenarbeit mit dem Architekten und Pritzkerpreisträger Glenn Murcutt. Es handelt sich um einen 5×5×5-Meter-Betonkubus mit einem Oculus in der Decke und mit Lautsprechern in den vier Wänden, das Ganze innerhalb eines zehn Meter hohen früheren Wasserturms aus dem Jahre 1901.
Die Cobar Sound Chapel dient der permanenten Klangprojektion der 43-stündigen digitalen Komposition „String Quartet(s)“ (2000–2022) von Georges Lentz, die vom Sternenhimmel in der australischen Wüste, der Kunst der Aborigines (vornehmlich Kathleen Petyarre), vom Werk des visionären englischen Dichters William Blake, von der Graffitikunst im Wasserturm, sowie teilweise auch von K.I.-gesteuerten Prozessen beeinflusst ist. Der Klang ist teilweise außerhalb der Kapelle hörbar, und das nachts dezent beleuchtete Innere der Kapelle kann durch zwei Stahlgitter eingesehen werden. Die Sound Chapel enthält des Weiteren vier tiefblaue Glasfenster mit Kunstwerken der einheimischen Aborigene-Künstlerin Sharron Ohlsen.
Laut Komponisten ist die ganze Sound Chapel „Musik“, ein riesiges „digitales Streichquartett“, und weist proportionale Verbindungen zwischen der Architektur und der Musik auf.
Nach über 20 Jahren Vorbereitung, Planung und Bau wurde die Cobar Sound Chapel am 2. April 2022 eröffnet.